# Katići (Busovača)
Katići es un pueblo ubicado en el municipio de Busovača, en el cantón de Bosnia Central, Bosnia y Herzegovina.

## Superficie
Cuenta con una superficie de 0,24 km².

## Demografía
Hasta 2013 la población era de 134 habitantes, con una densidad de población de 560,5 hab/km².
| Gráfica de evolución demográfica de Katići entre 1961 y 2013                       |
|                                                                                    |
| Datos según Population statistics of Eastern Europe & former USSR y Statistika.ba. |